# Geely Emgrand EC7
Geely Emgrand EC7 — переднеприводной среднеразмерный автомобиль, выпускаемый китайской автомобилестроительной компанией Geely с  2009 года. Выпускался в кузовах седан и пятидверный хетчбэк.
Разработка Emgrand EC7 началась в июле 2006 года и продолжалась в течение трёх лет. Партнёрами компании Geely по проекту выступили признанные лидеры в области проектирования и производства. Под капотом у Emgrand EC7 установлен 1,8-литровый бензиновый двигатель на 127 л.с. или 1.5-литровый бензиновый двигатель на 98 л.с., которые агрегатируются с 5-ступенчатой механической коробкой передач. В 2010 году автомобиль был представлен в кузове хетчбэк. В 2012 году на автомобиль стали устанавливать автоматическую коробку передач. В 2013 году была представлена электрическая версия, которая получила название Emgrand ЕС7-EV.
Автомобиль в максимальной комплектации укомплектован 8-ю подушками безопасности, антиблокировочной системой тормозов и системой распределения тормозных усилий, электростеклоподъёмниками всех дверей, центральным замком, электрорегулировкой зеркал, климат-контроль, передними и задними противотуманными фарами, дополнительным стоп-сигналом, гидроусилителем руля, задним парктроником, подогревом заднего стекла, противотуманными фарами, CD + MP3-плеером с аудиосистемой с шестью динамиками.
Модель производится как в Китае, так и в других странах, Уругвае, Украине и в России. Российское производство было основано на заводе Derways в Черкесске с 2009 по 2018 год, на данный момент модель не производится на территории РФ.

### Безопасность
Geely Emgrand EC7 стал первым китайским автомобилем, получившем четыре звезды EuroNCAP.
| Euro NCAP                                                         | Euro NCAP | Euro NCAP | Euro NCAP             |
| ----------------------------------------------------------------- | --------- | --------- | --------------------- |
| · общий рейтинг                                                   |           |           |                       |
| 75%                                                               | 80%       | 42%       | 86%                   |
| взрослый пассажир                                                 | ребёнок   | пешеход   | активная безопасность |
| Протестированная модель: Geely Emgrand EC718 'Luxury', LHD (2011) |           |           |                       |

## Следующие поколения
Преемником модели Emgrand EC7 стал седан Emgrand 7 (FE-03). Первый рестайлинг состоялся в 2016 году, второй — в 2018 году.
Модель 2016 года получила обновлённый дизайн, а также новые двигатели: 1.5 л. мощностью 106 л.с. и 1.8 мощностью 129 л.с. Оба двигателя сочетаются с пятиступенчатой механической коробкой передач, а также для версии с двигателем 1.8 л. предлагается вариатор.
Последняя версия модели Emgrand 7 принадлежит к третьему поколению автомобилей Geely. В России презентация модели и старт продаж состоялись в 2018 году. Для российского рынка модель оснащается рядным 4-цилиндровым двигателем с рабочим объёмом 1,8 л. с механической коробкой передач, либо вариатором. Размеры Emgrand 7 — 4631 x 1789 x 1479 мм, колёсная база составляет 2650 мм.